# Paolo Vidoz
Paolo Vidoz (ur. 21 sierpnia 1970 w Gorycji) − włoski bokser, sześciokrotny amatorski mistrz kraju, wicemistrz Europy (2000), dwukrotny brązowy medalista mistrzostw świata (1997, 1999) i brązowy medalista olimpijski (2000) w wadze superciężkiej (+91 kg). W 2001 roku przeszedł na zawodowstwo. Był zawodowym mistrzem Włoch i Europy w wadze ciężkiej (+200 lb).

## Sportowa kariera

### Boks amatorski
Wśród seniorów zadebiutował w 1988 roku w wadze ciężkiej (91 kg), w której w 1990 roku został brązowym medalistą mistrzostw kraju. Przez następnych 10 lat walczył w wadze superciężkiej (+91 kg), ośmiokrotnie stając na podium mistrzostw Włoch (w tym sześciokrotnie na pierwszym miejscu).
Trzykrotnie reprezentował kraj na mistrzostwach Europy − w 1996 i 1998 roku odpadł w ćwierćfinałach, a w 2000 został wicemistrzem, ulegając jedynie na punkty Rosjaninowi Aleksiejowi Lezinowi (5:7).
Czterokrotnie wystąpił na mistrzostwach świata. W 1993 i 1995 roku odpadał po pierwszej walce. W 1997 i 1999 roku zdobył brązowe medale, przegrawszy w półfinale odpowiednio z Alexisem Rubalcabą (7:13) i Muchtarchanem Dildabekowem (1:3).
Podczas Igrzysk Olimpijskich 2000 w Sydney dotarł do półfinału, eliminując Amerykanina Calvina Brocka (RSCO-4) w II rundzie oraz Nigeryjczyka Samuela Petera w ćwierćfinale (14:3). W walce o finał przegrał z późniejszym mistrzem, Brytyjczykiem Audleyem Harrisonem (16:32). Cztery lata wcześniej w Atlancie swój udział w turnieju olimpijskim zakończył już po pierwszej walce, przegrywając przed czasem z Rubalcabą.
Za swoje osiągnięcia sportowe został w 2000 roku odznaczony przez prezydenta Carlo Azeglio Ciampiego Orderem Zasługi Republiki Włoskiej

### Boks zawodowy
Po igrzyskach w Sydney przeszedł na zawodowstwo. W debiucie, w styczniu 2001 roku znokautował w Madison Square Garden Chrisa Morrisa (ówczesny bilans 1-0-1). Po wygraniu następnych 10 walk, w sierpniu 2002 roku w Atlantic City przegrał niespodziewanie z Zurim Lawrence'em (17-7-3); była to ostatnia walka Vidoza na terenie USA. Kolejnej porażki doznał dwa lata później z Nikołajem Wałujewem (37-0-0) w walce o interkontynentalne mistrzostwo WBA.
11 czerwca 2005 roku zmierzył się w Erfurcie z Timo Hoffmannem (33-3-1) o wakujące zawodowe mistrzostwo Europy EBU. Pokonał Niemca przez niejednogłośną decyzję sędziów (115:112, 113:115, 114:113). Pas obronił dwukrotnie − przez jednogłośną decyzję − w walkach z Michaelem Sprottem (27-7-0) i Cengizem Kocem (23-1-0). Stracił go 15 lipca 2006 roku, gdy został znokautowany w Hamburgu przez Ukraińca Wołodymyra Wirczisa (20-1-0).
Mistrzostwo EBU próbował bezowocnie odzyskać czterokrotnie, przegrywając kolejno z: Wirczysem w rewanżu (maj 2007), Sinanem Şamilem Samem (30-4-0; lipiec 2008), Mattem Skeltonem (21-2-0; grudzień 2008) i Albertem Sosnowskim (44-2-1; grudzień 2009).
W czerwcu 2010 roku przegrał w Odessie z Rosjaninem Aleksandrem Ustinowem (20-0-0) w pojedynku o mniej prestiżowy tytuł EBA. Walka miała jednostronny przebieg i zakończyła się zdecydowaną porażką Włocha na punkty (112:117, 109:119, 108:120).

### Osiągnięcia
Boks zawodowy:
- 2005-2006 Mistrzostwo Europy EBU w wadze ciężkiej
- 2005 Interkontynentalne Mistrzostwo IBF w wadze ciężkiej
- 2002-2011 Mistrzostwo Włoch w wadze ciężkiej

Boks amatorski:
- 2000 Igrzyska Olimpijskie − 3. miejsce w wadze superciężkiej
- 2000 Mistrzostwa Europy − 2. miejsce w wadze superciężkiej
- 1999 Mistrzostwa Świata − 3. miejsce w wadze superciężkiej
- 1998 Igrzyska Dobrej Woli − 1. miejsce w wadze superciężkiej
- 1997 Mistrzostwa Świata − 3. miejsce w wadze superciężkiej
- 1997 Igrzyska Śródziemnomorskie − 1. miejsce w wadze superciężkiej
- Mistrz Włoch w wadze superciężkiej 1991, 1993, 1995, 1996, 1997, 1999